# Траз-уш-Монтиш и Алту-Дору
Траз-уш-Мо́нтиш и А́лту-До́ру (порт. Trás-os-Montes e Alto Douro, [ˌtɾazuʒˈmõtɨz i ˈaɫtu ˈðowɾu]: Траз-уж-Мо́нтез и А́лту-До́уру, мирандск. Trás ls Montes i Alto Douro) — историческая провинция Португалии в бассейне реки Дору (порт. Douro) на северо-востоке страны. Центр — город Вила-Реал. На 1970 год площадь составляла свыше 10 тысяч км², население — около 600 тысяч человек.
В экономике провинции преобладало сельское хозяйство. Винодельческий регион Алту-Дору включён в Список объектов Всемирного наследия ЮНЕСКО (2001).

## Муниципалитеты
Провинция состояла из 31 муниципалитета, которые сегодня входят в округа:
- Округ Вила-Реал (все 14 муниципалитетов)
  - Алижо
  - Ботикаш
  - Шавиш
  - Мезан-Фриу
  - Мондин-ди-Башту
  - Монталегри
  - Мурса
  - Пезу-да-Регуа
  - Рибейра-ди-Пена
  - Саброза
  - Санта-Марта-ди-Пенагиан
  - Валпасуш
  - Вила-Пока-ди-Агиар
  - Вила-Реал
- Округ Браганса (все 12 муниципалитетов)
  - Алфандега-да-Фе
  - Браганса
  - Карразеда-ди-Ансьяйнш
  - Фрейшу-ди-Эшпада-а-Синта
  - Маседу-ди-Кавалейруш
  - Миранда-ду-Дору
  - Мирандела
  - Могадору
  - Торри-ди-Монкорву
  - Вила-Флор
  - Вимиозу
  - Виньяйш
- Округ Визеу (4 из 24 муниципалитетов)
  - Армамар
  - Ламегу
  - Сан-Жуан-да-Пешкейра
  - Табуасу
- Округ Гуарда (1 из 14 муниципалитетов)
  - Вила-Нова-ди-Фош-Коа